# ماموتو ديارا
ماموتو ديارا (بالفرنسية: Mamoutou Diarra)‏ مواليد 21 مايو 1980 في باريس، هو لاعب كرة سلة فرنسي. بدأ مسيرته الاحترافية في سنة 1999. يبلغ طوله 6 قدم 6.75 بوصة (2.0 م).

## المسيرة الاحترافية
لعب مع إلان شالون في الدوري الفرنسي من سنة 2005 إلى 2007، ثم لعب مع إس إس فليتشي سكاندون في الدوري الإيطالي في سنة 2009، ثم لعب مع شوليه باسكت في الدوري الفرنسي في موسم 2010–2011، ثم لعب مع جاي إس إف نانتير من سنة 2011 إلى 2013، ثم لعب مع أورليان لواريت في الدوري الفرنسي في سنة 2014.

## روابط خارجية
- ماموتو ديارا على موقع الاتحاد الدولي لكرة السلة (الإنجليزية)
- ماموتو ديارا على موقع كرة السلة الأوروبية.كوم (الإنجليزية)
- ماموتو ديارا على موقع ريلجم (الإنجليزية)
- ماموتو ديارا على موقع بروبوليرز (الإنجليزية)
- ماموتو ديارا على موقع سبورتس رفرنس (الإنجليزية)